# Long Island City
Long Island City is een wijk in de New Yorkse Borough Queens. De wijk bevindt zich in het uiterste westen van Queens. Long Island City is een gemengde wijk, met zowel woongebieden als commerciële gebouwen.
Het ligt ten zuiden van Astoria, wordt in het westen afgebakend door de East River en in het zuiden door de Newtown Creek, een estuarium uitmondend in de East River dat op die plaats de grens tussen Queens en Brooklyn vormt. In Long Island City ligt het oostelijke brughoofd van de Queensboro Bridge en de Roosevelt Island Bridge en de oostelijke tunnelmond van de Queens-Midtown Tunnel.
Ten noordwesten van de Queensboro Bridge bevindt zich het Queensbridge Houses, een groot sociale huurwoningcomplex dat onder toezicht valt van de New York City Housing Authority.
Het noorden van Long Island City valt onder Queens Community District 1 en het zuiden onder Queens Community District 2.

## Geschiedenis
Long Island City werd op 4 mei 1870 opgenomen als stad in Queens County. De stad ontstond uit delen van Astoria en de nederzettingen Ravenswood, Hunters Point, Blissville, Dutch Kills, Steinway, Bowery Bay en Middleton. In 1870 telde Long Island City tussen de 12.000 en 16.000 inwoners. Op 18 juli 1870 kreeg de stad zijn burgemeester en stadsraad, dat uit 10 mensen bestond. De eerste burgemeester van Long Island City  was A.D. Ditmars.
In 1871 pleitte het bestuur voor een politiekorps met 30 agenten. De stad had hier echter geen geld of mogelijkheid voor. Uiteindelijk is er een politiekorps gekomen. In 1884 raakte de stad bijna bankroet nadat de toenmalige burgemeester De Bevoise grote hoeveelheden geld had verduisterd. Als gevolg hiervan dienden de inwoners van Astoria een verzoek in bij het staatsbestuur om Astoria van Long Island City af te scheiden. Uiteindelijk werd hiervan afgezien. In 1893 kreeg de stad een brandweerkorps.
De stad bleef bestaan tot 1898, toen Queens onderdeel werd van New York. In tegenstelling tot andere delen van New York, behield Long Island City wel zijn eigen postcode (111) en postkantoor. Tot de opheffing van de stad, zat Long Island City bleef in grote financiële problemen. Politieagenten, leraars en andere ambtenaren hadden al vijf maanden geen salaris ontvangen.
In de jaren 30 werden er drie metrolijnen, een tunnel en een brug gebouwd die de wijk met Manhattan verbond. Gedurende de twintigste eeuw werden er veel fabrieken en rangeerplaatsen voor de treinen gebouwd. Eind jaren 40 en in de jaren 50 zat de industrie in Long Island City op zijn piek, met 1,1 miljoen arbeiders. Ook werd er in de jaren 50 de Roosevelt Island Bridge gebouwd, die het vervoer naar het eiland makkelijker maakte. Voorheen moesten automobilisten via de Queensboro Bridge en een lift naar het eiland.
In de jaren 60 en 70 daalde de industriële bedrijvigheid in Long Island City met 80%. Dit kwam mede door de hoge prijzen voor het grond, elektriciteit en arbeidslonen. Steeds meer fabrieken en warenhuizen kwamen leeg te staan, die in de loop van de jaren 70 werden bezet door artiesten en schilders, wat resulteerde in een vooruitgang van de buurt. 

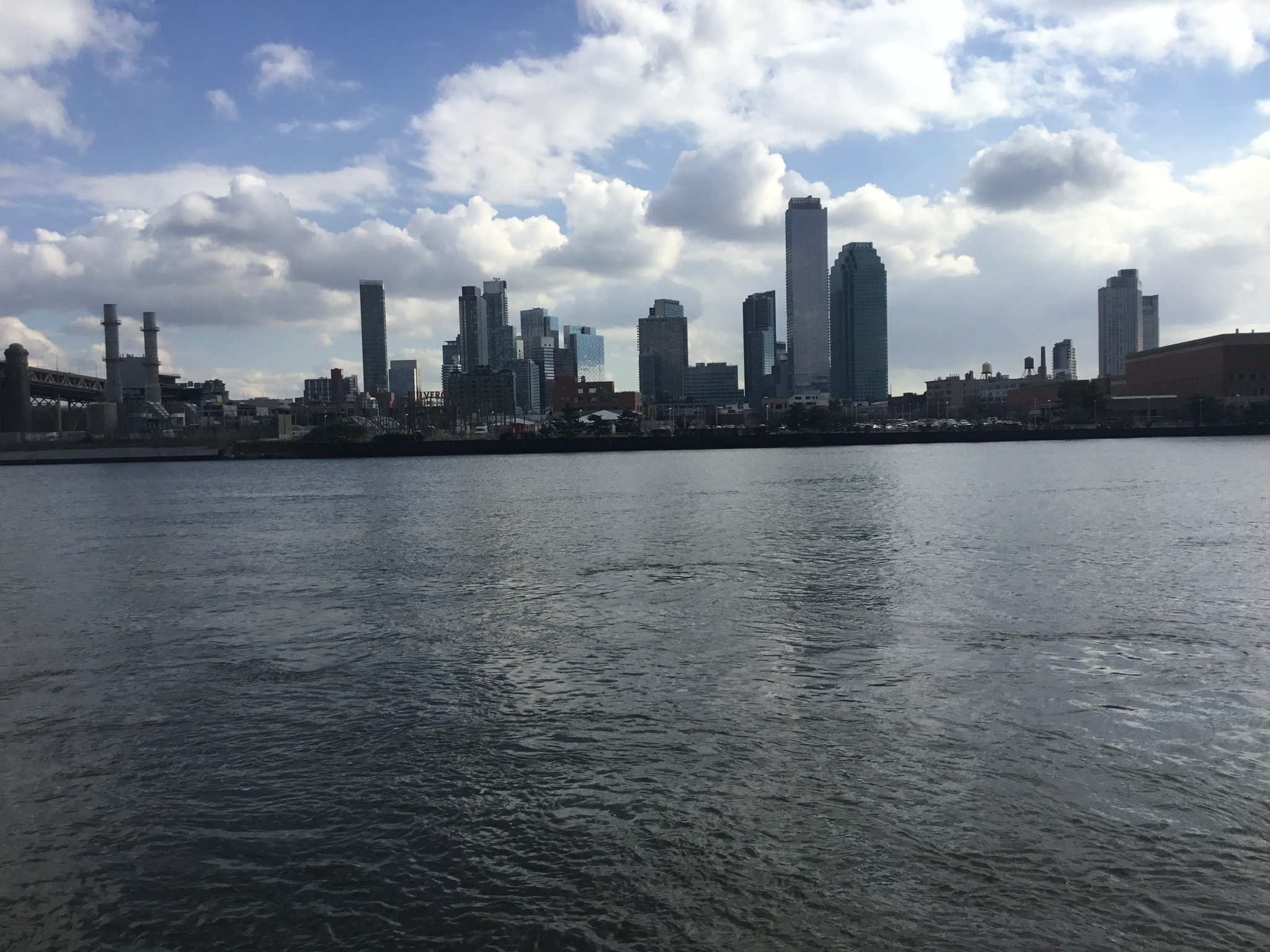
Long Island City gezien vanaf Roosevelt Island.

In de jaren 90 en begin 2000 trokken steeds meer commerciële bedrijven naar Long Island City, om daar hun kantoren te openen. Veel van deze bedrijven zochten een goede werkplek met veel toegang tot transport. In 1997 begon de wijk met het ontwikkelen van woongebieden. Een van de eerste woontorens die voltooid werd was het 42 verdiepingen hoge Citylights Tower.
In 2001 werd Long Island City aangewezen als ontwikkelingszone, waar in de nabije toekomst meer mensen moesten komen wonen. De wijk onderging een gentrificatie en tussen 2010 en 2017 werden er 42 nieuwe woontorens gebouwd. In 2006 kwam een Japanse inwoner uit het nabijgelegen Woodside met het plan om een Japantown in Long Island City te bouwen. Het plan is uiteindelijk niet doorgezet. Tussen 2010 en 2020 was Long Island City een van de snelst groeiende wijken in New York City.

## Transport
De Metro van New York stopt op de volgende plekken in Long Island City:

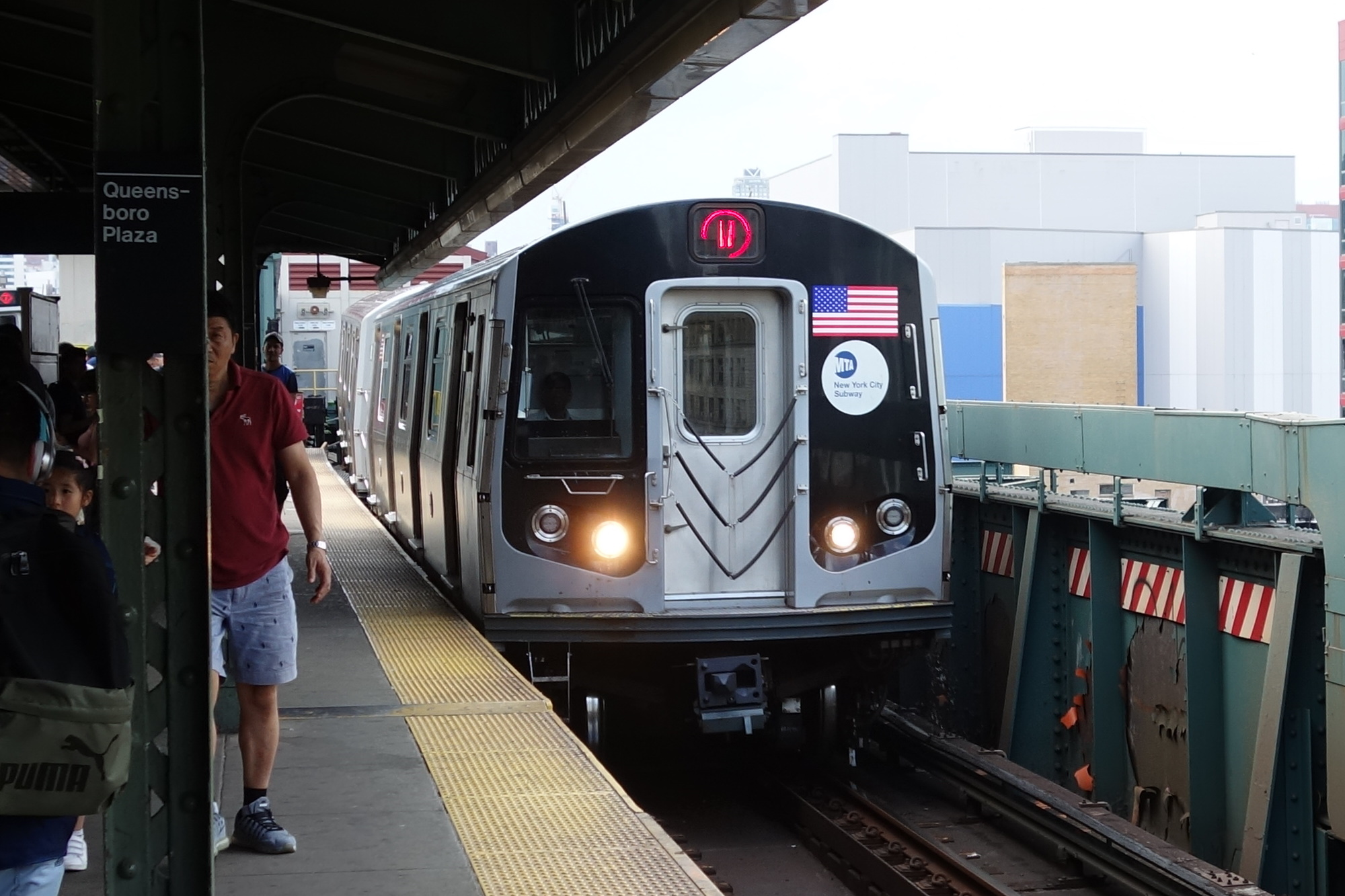
Metro W bij station Queensboro Plaza

- 21st Street-Queensbridge ( )
- 21st Street ()
- Een MTA-bus op lijn Q3239th Avenue ( )

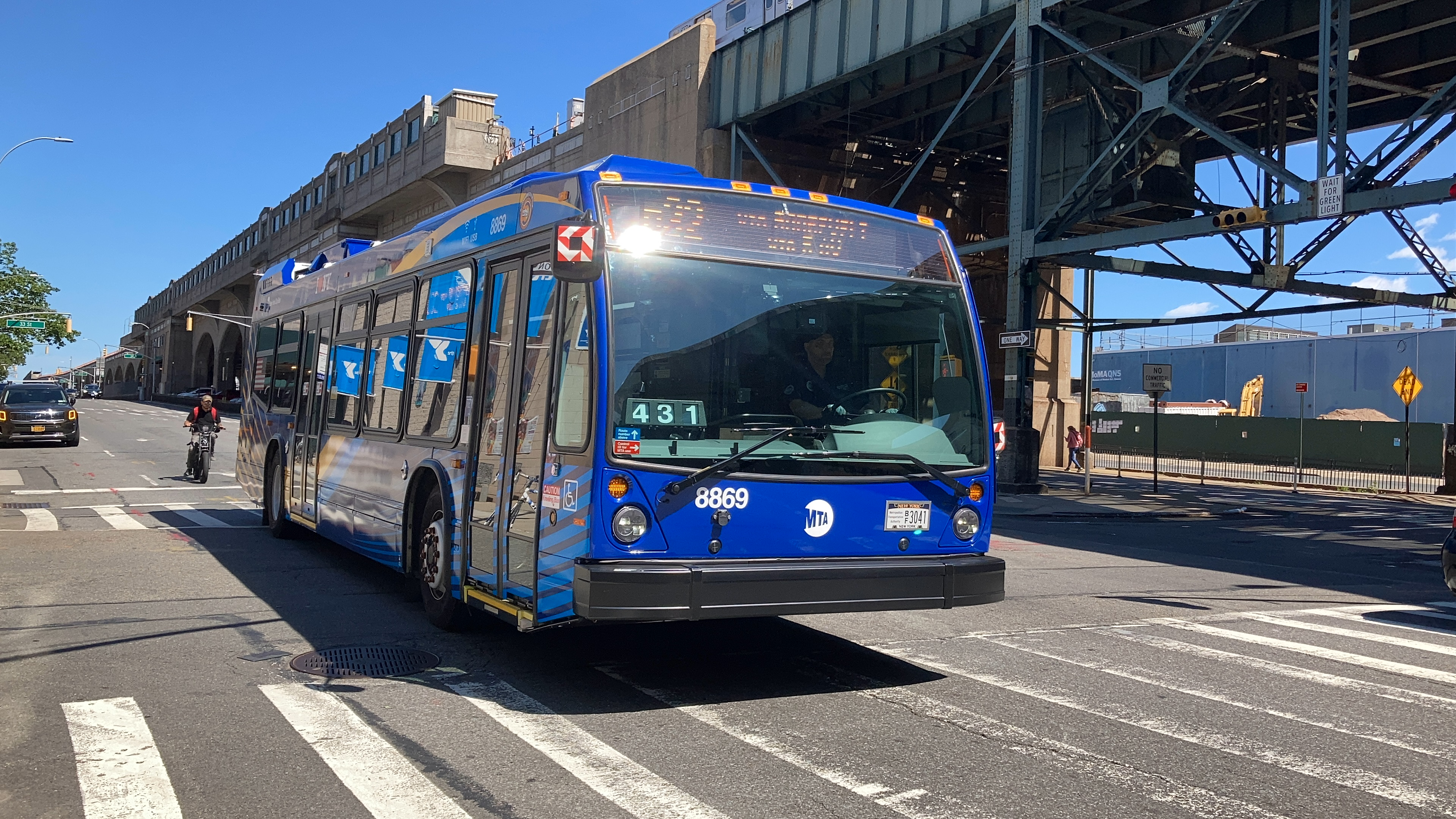
Een MTA-bus op lijn Q32

- Court Square-23rd Street (    )
- Hunters Point Avenue ( )
- Queens Plaza   )
- Queensboro Plaza (   )
- Vernon Boulevard-Jackson Avenue ( )

De MTA Bus Regional Operations heeft de volgende buslijnen in Long Island City
- Q32 (Pennsylvania Station naar Jackson Heights via Queensboro Bridge en Queens Plaza)
- Q39 (Long Island City naar Glendale)
- Q60 (East-Midtown naar South-Jamaica via Queens Plaza)
- Q66 (Long Island City naar Flushing)
- Q67 (Long Island City naar Middle Village
- Q69 (Long Island City naar Jackson Heights
- Q100 (Long Island City naar Rikers Island) (snelbus)
- Q101 (East-Midtown naar Steinway via Queensboro Bridge)

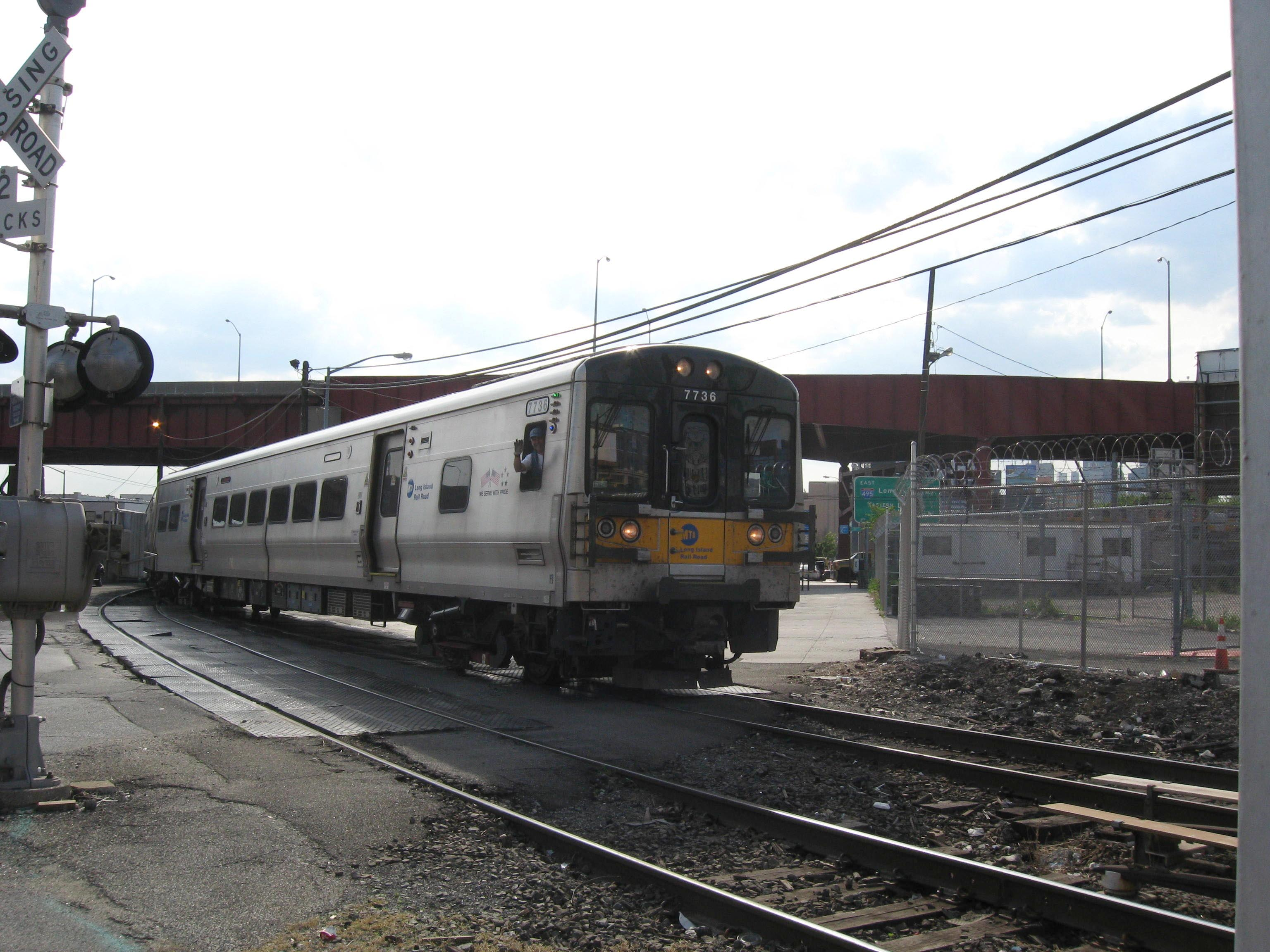
Een LICC-trein naar Long Island City.

- Een LICC-trein naar Long Island City.Q102 (Roosevelt Island naar Astoria)
- Q103 (Hunters Point naar Astoria)
- B32 (Williamsburg Bridge Plaza naar Long Island City)
- B62 (Downtown Brooklyn naar Queens Plaza)

De Long Island Rail Road City Terminal Zone heeft twee haltes in Long Island City, dit zijn Long Island City en Hunterspoint Avenue. Sinds 25 januari 2023 is de East Side Access geopend. Dit is een verlening van de LIRR-spoorlijn naar Long Island City, die nu onder de East River naar Grand Central Terminal loopt. De plannen voor deze tunnel stamden al uit de jaren 50, maar in 2007 is de bouw ervan pas begonnen.
De NYC Ferry route van East 34th Street naar Pier 11/Wall Street stopt in Long Island City.
In 2016 kwamen er plannen om een tramlijn van Red Hook in Brooklyn naar Astoria in Queens te bouwen. Het idee achter deze tramlijn was om betere openbaar vervoersmogelijkheden tussen Queens en Brooklyn te bouwen. Mocht de tramlijn gebouwd worden, dan zal deze 13 metrolijnen, 30 buslijnen, 9 ferryhaltes, meer dan 100 stadsfietsen en 400.000 New Yorkers met elkaar verbinden. De lijn moet 17 km lang worden en zal $2,7 miljard gaan kosten. De geschatte opleverdatum voor de lijn zal ergens rond 2029 zijn.
Long Island City ligt met Brooklyn verbonden via de Pulaski Bridge. Manhattan ligt via de Queensboro Bridge en de Queens-Midtown Tunnel in verbinding met Long Island City en via de Roosevelt Island Bridge kan Roosevelt Island via Long Island City bereikt worden. Door de wijk lopen de New York State Routes 25A, en 25 en de Interstate 495.

## Veiligheid

### Politie

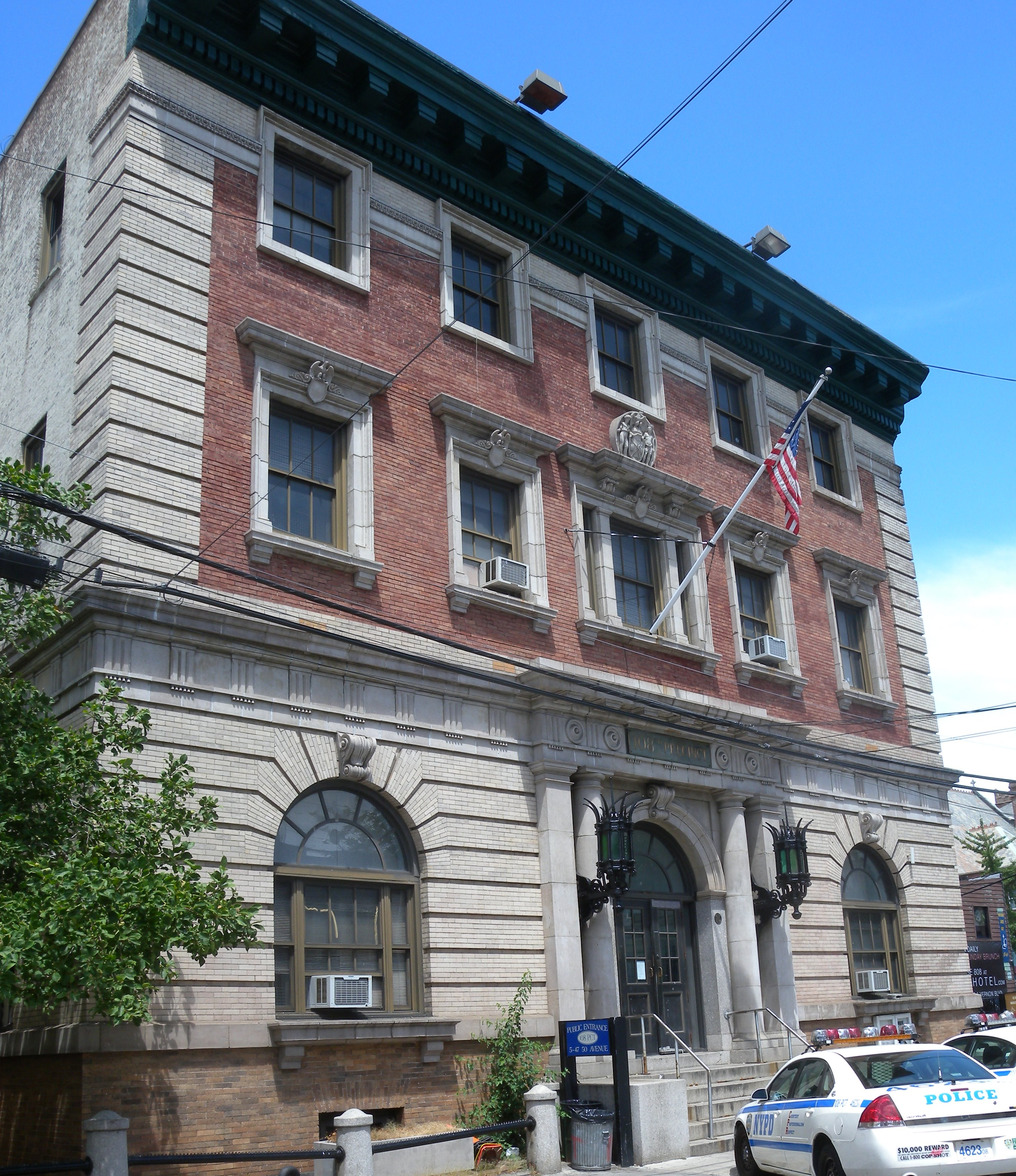
Het 108ste Precinct van de NYPD

Long Island City valt onder de patrouille van het 108ste Precinct van de NYPD. Het bureau is gevestigd aan 5-47 50th Avenue. Naast Long Island City patrouilleert het 108ste Precinct ook door de nabijgelegen buurten Woodside en Sunnyside.

### Brandweer
De FDNY heeft twee kazernes in Long Island City:
- Engine Company 258/Ladder Company 115 – 10-40 47th Avenue
- Engine Company 259/Ladder Company 128/Battalion 45 – 33-51 Greenpoint Avenue

Voorheen was er ook nog een derde kazerne, maar die is in 2003 gesloten.

### Ziekenzorg
Er zijn twee ziekenhuizen in de buurt van Long Island City:

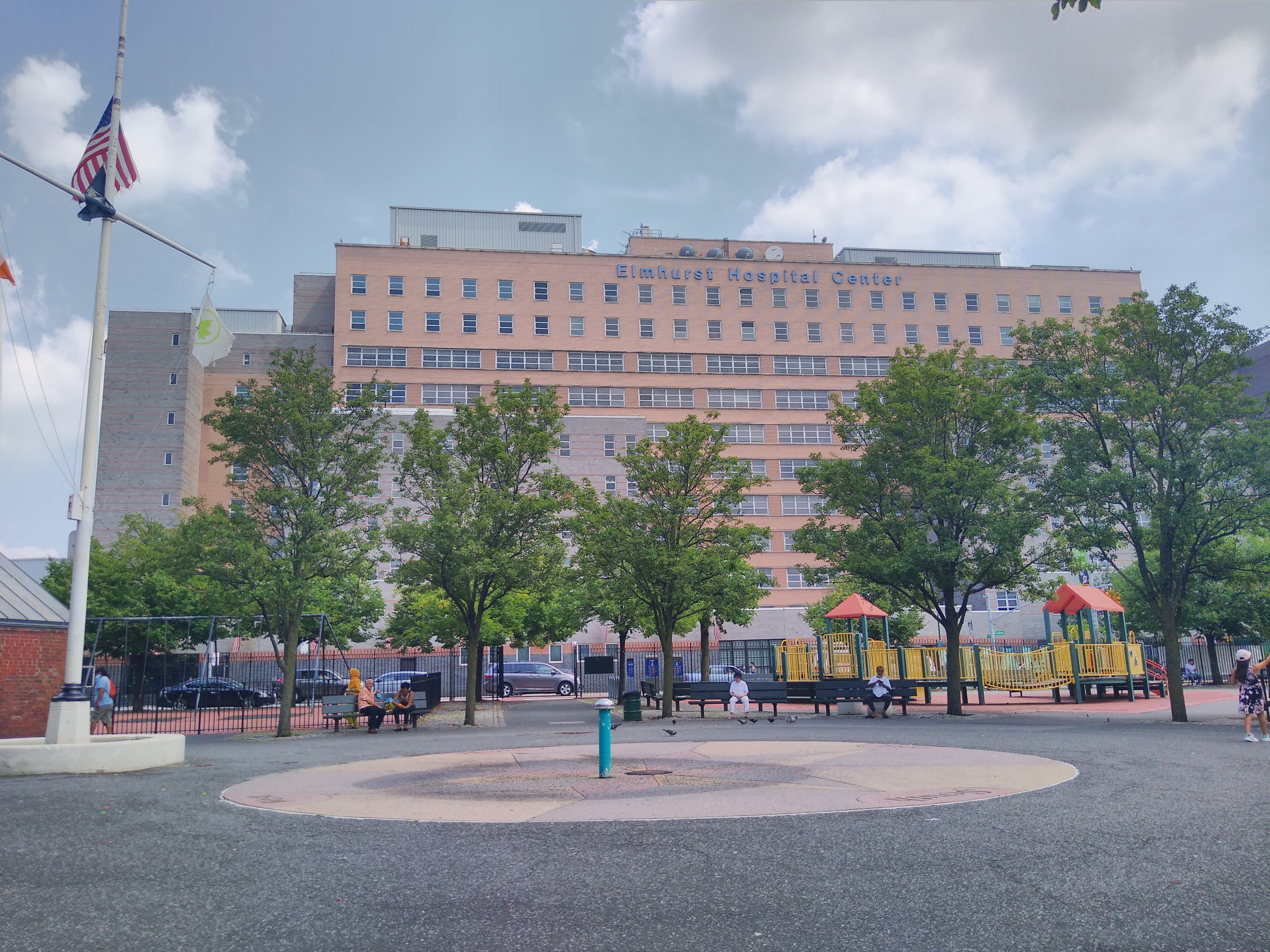
Het Elmhurst Hospital Center.

- Elmhurst Hospital Center in Elmhurst
- Mount Sinai Hospital of Queens in Astoria.

## Geboren
- Suzy Parker (1932-2003), actrice en supermodel
- Jason Miller (1939-2001), acteur
- Ilan Averbuch (1953), beeldhouwer

- Gemeinsame Normdatei: 5030152-4
- Library of Congress Control Number: n84016900
- MusicBrainz: dce45ea2-f0be-4568-82a6-072837b54cf1
- Nationale Bibliotheek van Israël: 987007557681705171
- Virtual International Authority File: 148969016
- WorldCat: E39PBJfRFdmc8wxDvhf77wRMyd

Astoria · Elmhurst · Flushing · Forest Hills · Howard Beach · Jackson Heights · Jamaica · Long Island City (Dutch Kills) · Rockaway